# Control Z
Control Z – meksykański serial Netflixa dla nastolatków, stworzony przez Carlosa Quintanilla Sakar, Adrianę Pelusi i Miguela García Moreno, który miał swoją premierę 22 maja 2020 r. W głównych rolach występują Ana Valeria Becerril, Michael Ronda, Yankel Stevan i Zion Moreno. Dnia 29 maja 2020 r. Netflix potwierdził, że powstanie drugi sezon, który został wydany 4 sierpnia 2021 r. Powstanie trzeciego sezonu zostało potwierdzone 30 sierpnia 2021 r.

## Fabuła
Gdy haker zaczyna ujawniać najbardziej intymne sekrety uczniów całej szkole, porządek społeczny w El Colegio Nacional zostaje wywrócony do góry nogami. Popularne dzieciaki padają ofiarą prześladowań, status wyrzutków społecznych rośnie, a podejrzany jest każdy. Sofia, inteligentna samotniczka uzbrojona w zdolność dedukcji, ściga się z czasem, by dopaść hakera, zanim ten ujawni kolejne tajemnice.

## Obsada
- Ana Valeria Becerril jako Sofía Herrera
- Valery Sais jako Sofía (dziecko)
- Michael Ronda jako Javier Williams
- Yankel Stevan jako Raúl de León
- Zión Moreno jako Isabela de la Fuente
- Noah Sloan jako Ismael
- Luis Curiel jako Luis
- Samantha Acuña jako Álex
- Macarena García jako Natalia Alexander
- Fiona Palomo jako María Alexander
- Andrés Baida jako Pablo García
- Patricio Gallardo jako Gerardo "Gerry"
- Iván Aragón jako Darío
- Xabiani Ponce de León jako Ernesto
- Patricia Maqueo jako Rosa "Rosita" Restrepo
- Rodrigo Cachero jako Miguel Quintanilla
- Rocío Verdejo jako Nora
- Mauro Sánchez Navarro jako Bruno
- Lidia San José jako Gabriela
- Thanya López jako Susana
- Renata del Castillo jako Lulú
- Arturo Barba jako Fernando Herrera
- Kariam Castro jako Valeria
- Ariana Saavedra jako Regina

## Przegląd sezonów
| Sezon | Sezon | Odcinki | Data premiery   | Data premiery   |
| ----- | ----- | ------- | --------------- | --------------- |
|       | 1     | 8       | 22 maja 2020    | 22 maja 2020    |
|       | 2     | 8       | 4 sierpnia 2021 | 4 sierpnia 2021 |
|       | 3     | 8       | 6 lipca 2022    | 6 lipca 2022    |

## Lista odcinków

### Sezon 1 (2020)
| № | # | Tytuł                        | Polski tytuł              | Reżyseria                             | Scenariusz                                                     | Data premiery (Netflix, świat) | Data premiery (Netflix Polska, Polska) |
| - | - | ---------------------------- | ------------------------- | ------------------------------------- | -------------------------------------------------------------- | ------------------------------ | -------------------------------------- |
| 1 | 1 | Ku La chica del cumpleaños   | Dziś są twoje urodziny    | Alejandro Lozano                      | Adriana Pelusi                                                 | 22 maja 2020                   | 22 maja 2020                           |
| 2 | 2 | Víctimas                     | Ofiary                    | Alejandro Lozano                      | Carlos Quintanilla Sakar                                       | 22 maja 2020                   | 22 maja 2020                           |
| 3 | 3 | Idiotas                      | Idioci                    | Alejandro Lozano                      | Miguel García Moreno                                           | 22 maja 2020                   | 22 maja 2020                           |
| 4 | 4 | Clase nocturna               | Szkoła wieczorowa         | Bernardo de la Rosa                   | Adriana Pelusi                                                 | 22 maja 2020                   | 22 maja 2020                           |
| 5 | 5 | Cara a cara                  | Twarzą w twarz            | Bernardo de la Rosa                   | Carlos Quintanilla Sakar, Adriana Pelusi, Miguel García Moreno | 22 maja 2020                   | 22 maja 2020                           |
| 6 | 6 | ¿Qué tanto conoces a Javier? | Jak dobrze znasz Javiera? | Bernardo de la Rosa                   | Carlos Quintanilla Sakar, Adriana Pelusi, Miguel García Moreno | 22 maja 2020                   | 22 maja 2020                           |
| 7 | 7 | Control Z                    | Ctrl Z                    | Bernardo de la Rosa                   | Carlos Quintanilla Sakar, Adriana Pelusi, Miguel García Moreno | 22 maja 2020                   | 22 maja 2020                           |
| 8 | 8 | Enemigo público              | Wróg publiczny            | Alejandro Lozano, Bernardo de la Rosa | Carlos Quintanilla Sakar, Adriana Pelusi, Miguel García Moreno | 22 maja 2020                   | 22 maja 2020                           |

### Sezon 2 (2021)
| №  | # | Tytuł                          | Polski tytuł                 | Reżyseria                             | Scenariusz                                     | Data premiery (Netflix, Stany Zjednoczone) | Data premiery (Netflix Polska, Polska) |
| -- | - | ------------------------------ | ---------------------------- | ------------------------------------- | ---------------------------------------------- | ------------------------------------------ | -------------------------------------- |
| 9  | 1 | No se puede enterrar el pasado | Nie pogrzebiecie przeszłości | Alejandro Lozano, Bernardo de la Rosa | Carlos Quintanilla Sakar, Miguel García Moreno | 4 sierpnia 2021                            | 4 sierpnia 2021                        |
| 10 | 2 | El Regreso                     | Powrót                       |                                       |                                                | 4 sierpnia 2021                            | 4 sierpnia 2021                        |
| 11 | 3 | Necesidades                    | Potrzeby                     |                                       |                                                | 4 sierpnia 2021                            | 4 sierpnia 2021                        |
| 12 | 4 | Nada que esconder              | Nic do ukrycia               |                                       |                                                | 4 sierpnia 2021                            | 4 sierpnia 2021                        |
| 13 | 5 | Nuevos placeres                | Nowe przyjemności            |                                       |                                                | 4 sierpnia 2021                            | 4 sierpnia 2021                        |
| 14 | 6 | Un minuto de silencio          | Minuta ciszy                 |                                       |                                                | 4 sierpnia 2021                            | 4 sierpnia 2021                        |
| 15 | 7 | Control Z                      | Control Z                    |                                       |                                                | 4 sierpnia 2021                            | 4 sierpnia 2021                        |
| 16 | 8 | La última venganza             | Zemsta ostateczna            |                                       |                                                | 4 sierpnia 2021                            | 4 sierpnia 2021                        |

### Sezon 3 (2022)
| №  | # | Tytuł                               | Polski tytuł                   | Reżyseria                              | Scenariusz                            | Data premiery (Netflix, świat) | Data premiery (Netflix Polska, Polska) |
| -- | - | ----------------------------------- | ------------------------------ | -------------------------------------- | ------------------------------------- | ------------------------------ | -------------------------------------- |
| 17 | 1 | ¿Creías que me iba a olvidar de ti? | Nie sposób o tobie zapomnieć   | Alejandro Lozano & Bernardo de la Rosa | Miguel García Moreno                  | 6 lipca 2022                   | 6 lipca 2022                           |
| 18 | 2 | ¿María?                             | María?                         | Alejandro Lozano & Bernardo de la Rosa | Luis Gamboa                           | 6 lipca 2022                   | 6 lipca 2022                           |
| 19 | 3 | Has llegado a tu destino            | Cel podróży                    | Bernardo de la Rosa & Alejandro Lozano | Mariana Palos                         | 6 lipca 2022                   | 6 lipca 2022                           |
| 20 | 4 | Heridas abiertas                    | Otwarte rany                   | Bernardo de la Rosa & Alejandro Lozano | Miguel García Moreno & Mariel Segovia | 6 lipca 2022                   | 6 lipca 2022                           |
| 21 | 5 | Helena                              | Helena                         | Bernardo de la Rosa & Alejandro Lozano | Luis Gamboa                           | 6 lipca 2022                   | 6 lipca 2022                           |
| 22 | 6 | Game Master                         | Mistrzyni gry                  | Bernardo de la Rosa & Alejandro Lozano | Mariana Palos                         | 6 lipca 2022                   | 6 lipca 2022                           |
| 23 | 7 | Yo soy @todostussecretos            | @_wszystkietwojesekrety_ to ja | Bernardo de la Rosa & Alejandro Lozano | Mariana Palos & Luis Gamboa           | 6 lipca 2022                   | 6 lipca 2022                           |
| 24 | 8 | Graduación                          | Rozdanie dyplomów              | Alejandro Lozano & Bernardo de la Rosa | Miguel García Moreno                  | 6 lipca 2022                   | 6 lipca 2022                           |